# Canton de Houdan
Le canton de Houdan est une ancienne division administrative française, située dans le département des Yvelines et la région Île-de-France.

## Représentation

### Conseillers généraux de 1833 à 1967 (Seine-et-Oise) et de 1967 à 2015 (Yvelines)
| Période | Période           | Identité                                   | Étiquette           | Qualité |
| ------- | ----------------- | ------------------------------------------ | ------------------- | --- |
| 1833    | 1848              | Jean Méry Barre                            | Droite              | Propriétaire agriculteur à Villetain, Jouy-en-Josas Maire de Gambais Député d'Eure-et-Loir (1836-1837) Député de Seine-et-Oise (1849-1851)          |
| 1848    | 1867              | Comte Napoléon-Joseph de Colbert-Chabanais | Majorité dynastique | Ancien Maire de Saint-Julien-de-Mailloc (Calvados) Député du Calvados (1860-1870) Propriétaire à Gambais                                            |
| 1867    | 1871              | Maurice Louis Richard                      | Centre droit        | Avocat, député (1863-1870), Ministre (1870) Propriétaire à Millemont                                                                                |
| 1871    | 1888 (décès)      | Lucien Delafosse                           | Républicain         | Propriétaire, maire de Houdan |
| 1888    | 1901              | Marquis Arnault de La Briffe               | Conservateur        | Ancien officier d'infanterie Propriétaire du château de Gambais                                                                                     |
| 1901    | 1902 (annulation) | Henri Dubourdonné                          | Rad.                | Notaire - Maire de Longnes |
| 1902    | 1928 (décès)      | Marquis Arnault de La Briffe               | Conservateur        | Ancien officier Propriétaire du château et conseiller municipal de Gambais                                                                          |
| 1928    | 1939 (décès)      | Ernest Théophile Chapelier                 | Rad.                | Vétérinaire, maire de Houdan, conseiller d'arrondissement                                                                                           |
| 1939    | 1940              | Paul Mahieu                                | FR                  | Ancien notaire, suppléant du juge de paix, conseiller municipal de Houdan, conseiller d'arrondissement                                              |
|         |                   |                                            |                     | |
| 1945    | 1964              | Marcel Beauquesne                          | DVD                 | Agriculteur, maire de Gressey |
| 1964    | 1991 (démission)  | Louis Vassout                              | DVD                 | Horticulteur Maire de Gambais (1953-1989) |
| 1991    | 2004              | Henri Cuq                                  | RPR puis UMP        | Ancien fonctionnaire du ministère de l'intérieur Député (1988-2004 et 2007-2010) Vice-Président du conseil général (1994-2004) Ministre (2004-2007) |
| 2004    | 2014 (démission)  | Jean-Marie Tétart                          | UMP                 | Grands corps de l'État Maire de Houdan depuis 1995 Vice-président du conseil général Député (2012-2017)                                             |
| 2014    | 2015              | Josette Jean                               | UMP                 | Retraitée Maire de Condé-sur-Vesgre depuis 2001 Elue en 2015 dans le Canton de Bonnières-sur-Seine                                                  |

### Conseillers d'arrondissement (de 1833 à 1940)
Le canton de Houdan avait deux conseillers d'arrondissement.
| Période                                  | Période      | Identité                                 | Étiquette   | Qualité |
| ---------------------------------------- | ------------ | ---------------------------------------- | ----------- | --- |
| 1833                                     | 1848         | M. Bouvet                                |             | Maire de Houdan                                                                                             |
| 1833                                     | 1836         | Louis Tortel                             |             | Propriétaire, ancien maire de Montchauvet (1828-1832)                                                       |
| 1836                                     | 1848         | M. Devay                                 |             | Maire de Condé-sur-Vesgre                                                                                   |
| 1848                                     | 1861         | Jean-Baptiste Robert                     |             | Notaire à Septeuil                                                                                          |
| 1848                                     | 1861         | M. Aulet                                 |             | Propriétaire à Houdan                                                                                       |
| 1861                                     | 1871         | Jacques-Charlemagne Lécrivain            |             | Ancien sous-directeur du personnel au Ministère de la Justice, propriétaire à Tilly et à Paris              |
| 1861                                     | 1871         | Louis Jules Blache                       |             | Propriétaire, maire de Houdan                                                                               |
| 1871                                     | 1880         | Jules Edouard de Gissey (1818-1898)      |             | Propriétaire à Septeuil                                                                                     |
| 1874                                     | 1880         | M. Énot                                  |             | Agent d'assurances, propriétaire à Tilly                                                                    |
| 1880                                     | 1861         | François Amédée Lataille                 |             | Notaire, conseiller municipal de Septeuil                                                                   |
| 1880                                     | 1861         | Prosper Marais                           |             | Conseiller municipal de Houdan                                                                              |
| 1886                                     | 1893 (décès) | Alphonse Célestin Gaullier (1834-1893)   | Républicain | Médecin, conseiller municipal de Septeuil                                                                   |
| 1894                                     | 1901         | Alfred Énot                              |             | Cultivateur à Tilly                                                                                         |
| 1895                                     | 1921 (décès) | Victor Émile Réant (1854-1921)           |             | Mercier, maire de Houdan                                                                                    |
| 1901                                     | 1907         | François Hilaire Dubourdonné (1838-1912) |             | Notaire à Longnes                                                                                           |
| 1907                                     | 1931         | Henri-Michel Parceau                     |             | Receveur de rentes, propriétaire, maire de Septeuil                                                         |
| 17 avr. 1921                             | 1928         | Ernest Théophile Chapelier               | RG          | Vétérinaire, maire de Houdan                                                                                |
| 1931                                     | 1939         | Paul Mahieu                              | FR-RG       | Ancien notaire, suppléant du juge de paix, conseiller municipal de Houdan                                   |
| 1931                                     | 1940         | Victor Guillot                           | RG          | Maire de Septeuil                                                                                           |
| 1940                                     |              |                                          |             | Les conseils d'arrondissement ont été suspendus par la loi du 12 octobre 1940 et n'ont jamais été réactivés |
| Les données manquantes sont à compléter. |              |                                          |             | |

## Résultats électoraux
| Candidat                          | Candidat                        | Parti          | Premier tour | Premier tour | Second tour | Second tour |  |
| Candidat                          | Candidat                        | Parti          | Voix         | %            | Voix        | %           |  |
| --------------------------------- | ------------------------------- | -------------- | ------------ | ------------ | ----------- | ----------- |  |
|                                   | Jean-Marie Tétart sortant réélu | UMP            | 3 768        | 48,46        | 5 640       | 75,05       |  |
|                                   | Elie Prudhomme                  | FN             | 1 495        | 19,23        | 1 875       | 24,95       |  |
|                                   | Joël Chérioux                   | PS             | 1 261        | 16,22        |             |             |  |
|                                   | Marie Banerjee                  | EÉLV           | 966          | 12,42        |             |             |  |
|                                   | Tilia Mezieres                  | PCF            | 286          | 3,68         |             |             |  |
|                                   |                                 |                |              |              |             |             |  |
| Inscrits                          | Inscrits                        | Inscrits       | 18 345       | 100,00       | 18 343      | 100,00      |  |
| Abstentions                       | Abstentions                     | Abstentions    | 10 418       | 56,79        | 10 153      | 55,35       |  |
| Votants                           | Votants                         | Votants        | 7 927        | 43,21        | 8 190       | 44,65       |  |
| Blancs et nuls                    | Blancs et nuls                  | Blancs et nuls | 151          | 1,9          | 675         | 8,24        |  |
| Exprimés                          | Exprimés                        | Exprimés       | 7 776        | 98,1         | 7 515       | 91,76       |  |
| Source : Ministère de l'Intérieur |                                 |                |              |              |             |             |  |

## Composition
Le canton de Houdan groupait 30 communes jusqu'en mars 2015 :
| Nom                     | Code Insee | Codepostal | Superficie (km2) | Population (dernière pop. légale) | Densité (hab./km2) |
| ----------------------- | ---------- | ---------- | ---------------- | --------------------------------- | ------------------ |
| Houdan (chef-lieu)      | 78310      | 78550      | 10,39            | 3 381 (2012)                      | 325                |
| Adainville              | 78006      | 78113      | 10,16            | 756 (2012)                        | 74                 |
| Bazainville             | 78048      | 78550      | 12,03            | 1 438 (2012)                      | 120                |
| Boissets                | 78076      | 78910      | 3,90             | 261 (2012)                        | 67                 |
| Bourdonné               | 78096      | 78113      | 10,76            | 510 (2012)                        | 47                 |
| Civry-la-Forêt          | 78163      | 78910      | 9,40             | 367 (2012)                        | 39                 |
| Condé-sur-Vesgre        | 78171      | 78113      | 10,71            | 1 159 (2012)                      | 108                |
| Courgent                | 78185      | 78790      | 2,02             | 396 (2012)                        | 196                |
| Dammartin-en-Serve      | 78192      | 78111      | 13,98            | 1 081 (2012)                      | 77                 |
| Dannemarie              | 78194      | 78550      | 3,44             | 242 (2012)                        | 70                 |
| Flins-Neuve-Église      | 78237      | 78790      | 1,23             | 161 (2012)                        | 131                |
| Gambais                 | 78263      | 78950      | 23,02            | 2 423 (2012)                      | 105                |
| Grandchamp              | 78283      | 78113      | 6,05             | 319 (2012)                        | 53                 |
| Gressey                 | 78285      | 78550      | 7,11             | 547 (2012)                        | 77                 |
| La Hauteville           | 78302      | 78113      | 4,86             | 176 (2012)                        | 36                 |
| Longnes                 | 78346      | 78980      | 13,76            | 1 464 (2012)                      | 106                |
| Maulette                | 78381      | 78550      | 7,89             | 809 (2012)                        | 103                |
| Mondreville             | 78413      | 78980      | 4,40             | 403 (2012)                        | 92                 |
| Montchauvet             | 78417      | 78790      | 7,98             | 274 (2012)                        | 34                 |
| Mulcent                 | 78439      | 78790      | 3,54             | 104 (2012)                        | 29                 |
| Orgerus                 | 78465      | 78910      | 14,34            | 2 340 (2012)                      | 163                |
| Orvilliers              | 78474      | 78910      | 5,94             | 722 (2012)                        | 122                |
| Osmoy                   | 78475      | 78910      | 2,59             | 371 (2012)                        | 143                |
| Prunay-le-Temple        | 78505      | 78910      | 6,77             | 414 (2012)                        | 61                 |
| Richebourg              | 78520      | 78550      | 10,55            | 1 535 (2012)                      | 145                |
| Saint-Martin-des-Champs | 78565      | 78790      | 6,21             | 328 (2012)                        | 53                 |
| Septeuil                | 78591      | 78790      | 9,40             | 2 302 (2012)                      | 245                |
| Tacoignières            | 78605      | 78910      | 3,17             | 1 047 (2012)                      | 330                |
| Le Tartre-Gaudran       | 78606      | 78113      | 4,28             | 32 (2012)                         | 7,5                |
| Tilly                   | 78618      | 78790      | 7,80             | 547 (2012)                        | 70                 |

## Démographie
| 1962   | 1968   | 1975   | 1982   | 1990   | 1999   | 2006   | 2011   | 2012   |
| ------ | ------ | ------ | ------ | ------ | ------ | ------ | ------ | ------ |
| 10 815 | 11 400 | 14 041 | 17 255 | 20 819 | 23 049 | 24 358 | 25 706 | 25 909 |